# Natriumacetat
Natriumacetat, CH3COONa, er natriumsaltet af eddikesyre. Det forkortes NaOAc og har det systematiske navn natriumethanoat. Et klassisk kemisk demonstrationsforsøg går ud på at hælde en overmættet opløsning af natriumacetat på en podekrystal, hvorved der dannes en varm "istap" af fast natriumacetat.